# Marteinn Einarsson
Marteinn Einarsson, död 1570, var en isländsk biskop.
Einarsson anslöt sig tidigt till reformationen och efterträdde Gissur Einarsson som biskop i Skalholt 1549. Samma år tillfångatogs han av katolicismens förkämpe på Island, biskopen Jón Arason, vilken höll honom fången till 1550. Einarsson utgav 1555 den första isländska psalmboken med 35 psalmer samt en handbok. Trött på de världsliga maktinnehavarnas övergrepp, avgick han från ämbetet 1556.